# Bodo Mischer
Bodo Mischer (* 28. November 1966 in Iserlohn) ist ein ehemaliger deutscher Eishockeyspieler, der unter anderem für den ECD Sauerland und ASV Hamm in der zweithöchsten deutschen Spielklasse aktiv war.

## Karriere
Bodo Mischer begann seine Karriere im Nachwuchs des ECD Iserlohn. Seine ersten Spiele im Herrenbereich absolvierte er in der Saison 1986/87 in der Regionalliga zunächst für den EC Bergkamen, anschließend für den ERC Westfalen Dortmund, mit dem er in die Oberliga aufstieg. Nach einem weiteren Jahr in Dortmund kehrte er zur Spielzeit 1988/89 nach Iserlohn zurück. Dort gehörte er dem 16-köpfigen Kader des nach der Insolvenz des Vorgängervereins neu gegründeten ECD Sauerland an, der die Oberliga-Meisterschaft gewann und in die 2. Bundesliga aufstieg. In der folgenden Saison 1989/90 wurde der Stürmer mit dem ECD Zweitliga-Meister.
Von 1992 bis 1996 spielte Mischer für den ASV Hamm, mit dem er in der Spielzeit 1992/93 in die Oberliga aufstieg und ab 1994 in der direkt unterhalb der Deutschen Eishockey Liga (DEL) angesiedelten 1. Liga aktiv war. Ab 1999 war er dann auch zwei Jahre lang für den Nachfolgeklub ESC Hamm im Einsatz. Er war mehrere Jahre Kapitän der Mannschaft. Im Jahr 2011 wurde er in die Hall of Fame des Hammer Eishockeys aufgenommen, seine Trikotnummer #23 wird ihm zu Ehren seitdem nicht mehr vergeben.

## Erfolge und Auszeichnungen
- 1987 Aufstieg in die Oberliga mit dem ERC Westfalen Dortmund
- 1989 Meister der Oberliga und Aufstieg in die 2. Bundesliga mit dem ECD Sauerland
- 1990 Meister der 2. Bundesliga mit dem ECD Sauerland
- 1993 Aufstieg in die Oberliga mit dem ASV Hamm

## Karrierestatistik
(Legende zur Spielerstatistik: Sp oder GP = absolvierte Spiele; T oder G = erzielte Tore; V oder A = erzielte Assists; Pkt oder Pts = erzielte Scorerpunkte; SM oder PIM = erhaltene Strafminuten; +/− = Plus/Minus-Bilanz; PP = erzielte Überzahltore; SH = erzielte Unterzahltore; GW = erzielte Siegtore; 1 Play-downs/Relegation; Kursiv: Statistik nicht vollständig)